# 小行星4512
小行星4512（英語：4512 Sinuhe）是一颗围绕太阳公转的小行星。1939年1月20日，爾約·維薩拉在图尔库发现了此天体。
这颗小行星的绝对星等为356.8268937195045等。小行星4512以芬蘭作家米卡·瓦爾塔里的歷史小說《埃及人西努赫》的角色西努赫命名。